# つばきバス

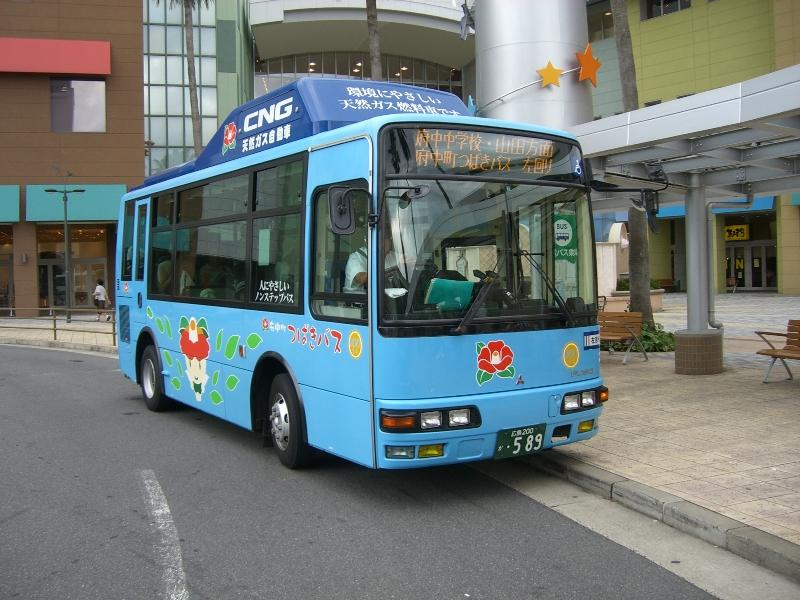
従来のつばきバス

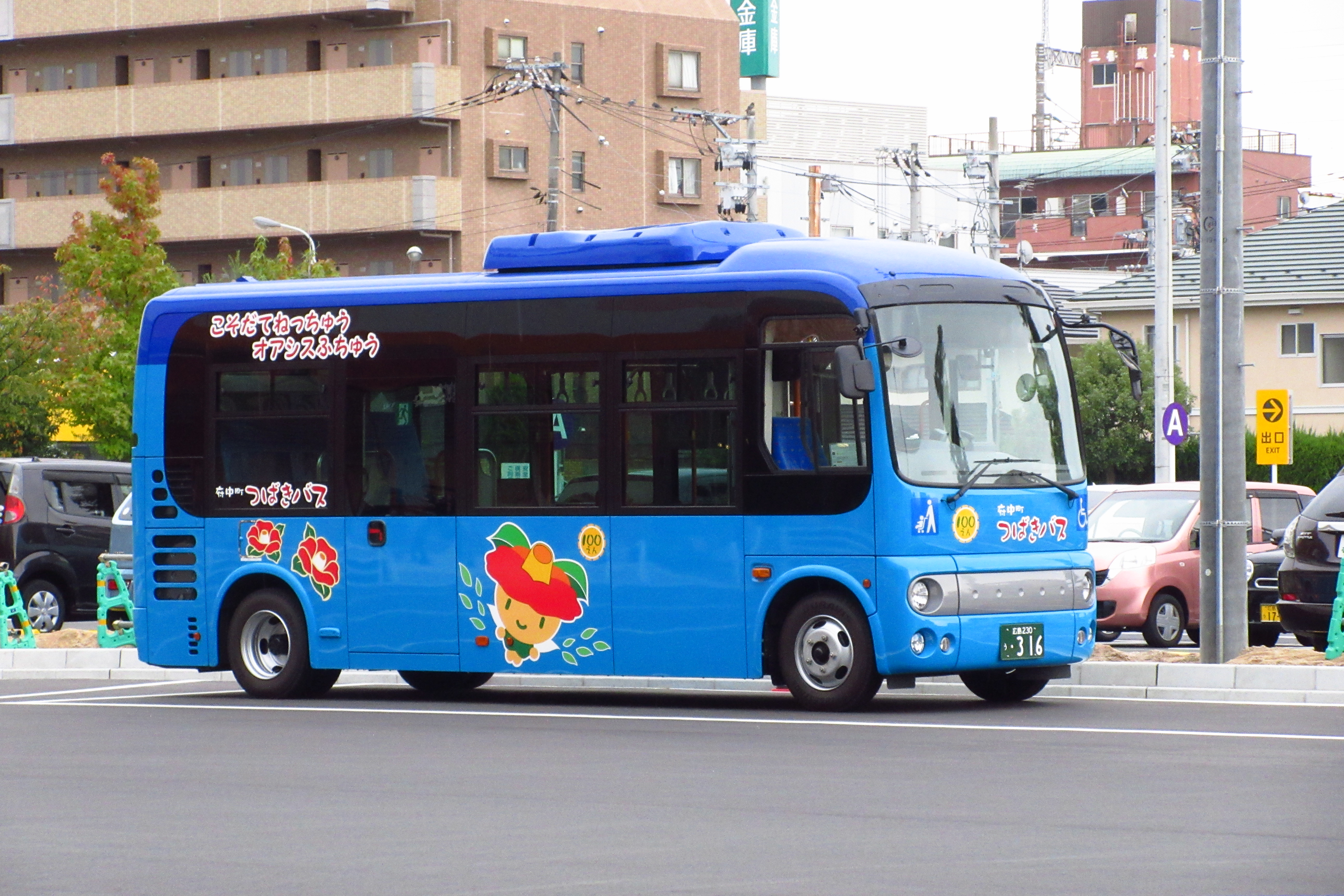
現在のつばきバス

つばきバスとは広島県安芸郡府中町の町営のコミュニティバスである。

## 概要
「つばきバス」は、府中町（広島県安芸郡）の南北と町内公共施設を結び、ワンコイン（100円）で乗れるコミュニティバスとして、2003年10月より運行を開始しました。2016年10月に車両リニューアルし、青を基調にしたデザインの小さなバスで、街路や団地内を走る姿は、みなさんに親しまれています。イオンモール広島府中を起点にして右回りコースと左回りコースの2種類の路線がある。マイカーの利用を減らすことによる自動車事故防止という目的もあり、国より自動車事故対策費補助金が交付されている。運営は、府中町から委託を受けた広島電鉄株式会社 バス事業本部・都市圏輸送営業部・曙営業課が運営している。

## 運賃
大人　150円／小児　80円
（かつては、小学生以上　100円／幼児　無料　だった。）

※乗り継ぎについて
　乗り継ぎのため同一運行ルートに引き続き乗車する場合は、発着場である「イオンモール広島府中」バス停で、次発の便に限り乗り継ぎができる。乗り継ぎを希望する場合は、初めのバスを降りる際に運賃を支払い、乗務員から「乗り継ぎ券」を受け取って次発の便に乗車する。

## 支払方法
つばきバスでは、以下の支払い方法がある。
- 現金
- ローカル交通系ICカード
  - PASPY（PASPY割引は適用されない）
- 全国共通交通系ICカード
  - ICOCA
  - Kitaca
  - PASMO
  - Suica
  - manaca
  - TOICA
  - PiTaPa
  - はやかけん
  - nimoca
  - SUGOCA

※2011年3月までは、バスカードも利用可能だった

## 路線
- かつては、「やまとの湯」というバス停もあったが、2014年04月29日（火）に閉館したため、「やまとの湯」停留所は、廃止された。

### 左回り（イオンモール→北エリア→イオンモール→南エリア→イオンモール）（平日６便／休日６便）
1. イオンモール広島府中
2. 天神川駅北（イオンモール広島府中前）
3. 大須一丁目
4. 府中大橋
5. 大通一丁目
6. 浜田一丁目
7. 浜田二丁目
8. 府中郵便局前
9. 松崎八幡宮跡
10. 府中中学校東門
11. 山越池
12. 安芸府中高校入口
13. 東地区センター入口
14. 山田調整池
15. 山田二丁目
16. みくまり峡入口
17. 総社会館
18. 江本寺
19. 道隆寺下
20. みくまり三丁目
21. 御衣尾橋
22. 桜ヶ丘・清水ヶ丘団地入口
23. 御衣尾橋
24. みくまり三丁目
25. 道隆寺下
26. 石井城址入口
27. 本町四丁目
28. ゆうゆうタウン商店街
29. 文化橋
30. 府中町役場（くすのきプラザ前）
31. 府中交番
32. 天神川駅北（イオンモール広島府中前）
33. イオンモール広島府中
34. 天神川駅北（イオンモール広島府中前）
35. 茂陰ポンプ場
36. 新大州橋
37. 鹿籠
38. 向洋駅前（マツダ本社前）
39. 桃山一丁目
40. 府中南公民館
41. 府中南小学校前
42. 府中青崎東住宅前
43. 青崎東上児童遊園地前
44. 柳ヶ丘東
45. チェリーゴード前
46. 柳ヶ丘
47. 空城山公園入口
48. 浜田二丁目
49. 浜田一丁目
50. 府中大橋
51. 天神川駅北（イオンモール広島府中前）
52. イオンモール広島府中

### 右回り（イオンモール→南エリア→イオンモール→北エリア→イオンモール）（平日７便／休日６便）
1. イオンモール広島府中
2. 天神川駅北（イオンモール広島府中前）
3. 大須一丁目
4. 府中大橋
5. 大通一丁目
6. 浜田一丁目
7. 浜田二丁目
8. 空城山公園入口
9. 柳ケ丘
10. チェリーゴード前
11. 柳ケ丘東
12. 青崎東上児童遊園地前
13. 府中青崎東住宅前
14. 府中南小学校前
15. 府中南公民館
16. 桃山一丁目
17. 向洋駅前（マツダ本社前）
18. 鹿籠
19. 新大州橋
20. 茂陰ポンプ場
21. 天神川駅北（イオンモール広島府中前）
22. イオンモール広島府中
23. 天神川駅北（イオンモール広島府中前）
24. 大須一丁目
25. 府中交番
26. 府中町役場（くすのきプラザ前）
27. 文化橋
28. ゆうゆうタウン商店街
29. 本町四丁目
30. 石井城址入口
31. 道隆寺下
32. みくまり三丁目
33. 御衣尾橋
34. 桜ヶ丘・清水ヶ丘団地入口
35. 御衣尾橋
36. みくまり三丁目
37. 道隆寺下
38. 江本寺
39. 総社会館
40. みくまり峡入口
41. 山田二丁目
42. 山田調整池
43. 東地区センター入口
44. 安芸府中高校入口
45. 山越池
46. 府中中学校東門
47. 松崎八幡宮跡
48. 府中郵便局前
49. 浜田二丁目
50. 浜田一丁目
51. 府中大橋
52. 天神川駅北（イオンモール広島府中前）
53. イオンモール広島府中

- ※お盆期間中や、年末年始は、特別ダイヤで運行することがある。
- ※情報：2021年06月01日（火）改正版。

## 歴史
- 2003年（平成15年）10月1日 - 運行開始。「向洋駅周辺まちづくり事務所」（現在は廃止）を発着点とする[1]。
- 2004年（平成16年）4月1日 - 一部経路変更。3月24日に開業したダイヤモンドシティ・ソレイユに乗り入れ、発着点を「キリンビアパーク・ダイヤモンドシティ」（現：イオンモール広島府中）に変更する[2]。
- 2008年（平成20年）12月20日 - PASPYを導入し、ICOCAも利用可能となる[3][注 1]。なお、広島県内のコミュニティバスへのPASPY導入は初めて。
- 2011年（平成23年）3月31日 - バスカードの利用終了。
- 2016年（平成28年）10月1日 - 新型車両を導入[6]。
- 2018年（平成30年）3月17日 - 交通系ICカード全国相互利用サービスの片利用を開始[7]。既に利用可能だったICOCA以外の全国9種カードも利用可能となる。
- 2021年（令和3年）6月1日 - ルートを実験的に北ルート、南ルートに分ける。
- 2022年（令和4年）10月1日 - 実験的だったルートを本格的に採用。

### 注記
1. ↑  同日は、広島電鉄などバス6社38路線189両にPASPYを導入[4]。PASPYエリアにおけるICOCAの片利用は2008年3月1日に開始済[5]。